# Visual Brains
Visual Brains（ビジュアル・ブレインズ）は風間正（かざませい、1956年10月8日 - ） と大津はつね（おおつはつね、1956年10月29日 - ）による映像作家ユニット。
風間、大津共に東京都出身。風間の父、風間完は挿絵画家。1981年にVisual Brainsを結成し、活動を開始。ビデオ・アート作品を主に、パフォーマンス映像、舞踏とのコラボレーション、インスタレーション制作も行う。80年代には、数多くの企業VPも手がけた。
風間は、早稲田大学教授を経て、明星大学情報学部教授。(2012年に退職。)大津は、東京工芸大学芸術学部名誉教授。
風間は、2007年に「現代映像芸術論」を刊行。その他、松本俊夫著「逸脱の映像」のブックレビューなどを執筆している。

## 受賞
- 1982年：「東京ヴィデオ・フェスティヴァル」VIDEO CATION賞受賞
- 1984年：「東京ヴィデオ・フェスティヴァル」２作品入賞
- 1987年：「コンテンポラリー・アートEXPO87」入賞
- 1987年：「第15回　SHOP&DISPLAY」銀賞受賞
- 1988年：「3th VIDEONALE」入選（西ドイツ／ボン）
- 1989年：「イメージフォーラム・フェスティバル」大賞受賞
- 1989年：「EUROPALIA'89」（ベルギー／アントワープ）
- 1990年：「SCAN'90」ピーター・カラス賞受賞
- 1992年：「5th VIDEONALE」入選、招待（西ドイツ／ボン）
- 1995年：「Video Fest95」入選（ドイツ）
- 1997年：「ヨーロピアン・メディア・アート・フェスティヴァル」／芸術ホール（ドイツ／オズナブルック)
- 2005年：「東京ビデオ・フェスティヴァル2005」佳作受賞
- 2016年：「地方の時代映像祭」地方・学生・自治体部門　奨励賞受賞（記憶のマチエール８＜D-27＞[3]）

## 個展・展覧会歴
- 1984年：「ヴィデオ・アートのニュー・ウェーブ」銀座POCKET PARK（東京）
- 1985年：「夜会」展/ストライプハウス美術館（東京）
- 1986年：「大阪アンデパンダン」展（大阪）、「モンベリアールヴィデオ祭」（フランス／モンベリアール)
- 1987年：「犀川アートフェスティバル」／INKSTIK芝浦（東京）・長野東急百貨店・信州信町美術館（長野）に巡回
- 「彩色音楽」展／ミクスト・メディア・パフォーマンス『慧何断臂』を上演/宇野萬（舞踏）、西村朗、鶴田睦夫、岩崎真、大山麻里らと共作/STUDIO200（東京）
- 1988年：「SCAN88」展／スタイナ・ヴァルスカ推薦、「第３回ヴィデオナーレ」（西ドイツ／ボン)
- 1989年：「第３回ふくい国際ヴィデオ・ビエンナーレ」/フェニックス・プラザ（福井）、福井県立美術館に巡回、「イメージフォーラム・フェスティヴァル」/東京、横浜、京都、福岡に巡回
- 1990年：「ロカルノ映画祭」（スイス／ロカルノ）、『PRIVATE VISION』世界各地で上映／国際交流基金
- 1990年：「イメージフォーラム・フェスティヴァル」招待作家／イメージフォーラム（東京）（〜2007年）
- 1991年：個展（イメージフォーラム・WAVE六本木店）、「IMPACT91」展（オランダ／ユトレヒト）
- 1992年：「5th VIDEONALE」/招待作家としてインスタレーションを制作／ケルン日本文化会館（ドイツ）
- 1992年：「World Wide Video Festival」/World Wide Video Center（オランダ／デン・ハーグ)
- 1993年：「ヴィデオ・ナイト」展　谷島ギャラリー（東京）インスタレーション制作／川崎市民ミュージアム
- 1994年：個展（カナダ　バンクーバ　Video In Studio)
- 1995年：「8.VIDEOFEST'95」展／メディオポリス主催（ドイツ／ベルリン）
- 1996年：米国大使館主催インターリンク出演／草月ホール（東京）
- 1997年：「ヨーロピアン・メディア・アート・フェスティヴァル」／芸術ホール（ドイツ／オズナブルック)
- 1997年：「ヴィデオアートの２５年」展／東京都写真美術館（東京）
- 1998年：「映像表現の時間と空間−日本の映像作家」展・作品上映／NTTインターコミュニケーション・センター[ICC]（東京）
- 2002年：「芸術と医学展」インスタレーション・作品上映／NTTインターコミュニケーション・センター [ICC]（東京）
- 2000年： 「立川国際芸術祭」インスタレーション・作品上映／新鈴春ビル（東京）
- 2006年：「眩暈の装置」展関連企画・ビデオアート・SCANコレクション特集上映／川崎市民ミュージアム（川崎）
- 2006年：「天保図録挿絵展」関連映像『風間完のアトリエ』上映／松本清張記念館（北九州）
- 2007年：「日本の表現力-文化庁メディア芸術祭10周年記念」作品上映／国立新美術館（東京）